# I'm Thinking of Ending Things
I'm Thinking of Ending Things és un thriller psicològic dels Estats Units de 2020 dirigit i escrit per Charlie Kaufman. Està basat en la novel·la del mateix nom d'Iain Reid i la protagonitzen Jesse Plemons, Jessie Buckley, Toni Collette i David Thewlis.
I'm Thinking of Ending Things es va estrenar als cinemes dels Estats Units de manera limitada el 28 d'agost de 2020 i a Netflix el 4 de setembre de 2020.

## Sinopsi
Una parella emprenen un viatge simple i curt per visitar els pares d'ell. És la primera vegada que els visiten com a parella i ella no deixa de pensar que no vol continuar amb la relació. Les converses són rocambolesques i la situació, incòmode. El sopar no és gens diferent que el viatge en cotxe, però de tornada i en plena tempesta de neu, decideixen agafar una drecera que els conduirà a replantejar-se tota la vida sencera.

## Repartiment
- Jesse Plemons com a Jake.[4]
  - Ryan Laughtner Steele com a Jake ballant.
- Jessie Buckley com a dona jove,[4] a qui es fa referència al llarg de la pel·lícula, incloent-hi Lucy, Louisa, Lucia i Ames.
  - Unity Phelan com a dona jove ballant.
- Toni Collette com a mare.[4]
- David Thewlis com a pare.[4]
- Guy Boyd com a conserge.[5]
  - Frederick E. Wodin com a conserge ballant.
- Hadley Robinson com a Laurey i nena de Tulsey Town 1.
- Gus Birney com a tieta Eller i nena de Tulsey Town 2.
- Abby Quinn com a nena de Tulsey Town 3.
- Colby Minifie com a Yvonne.
- Anthony Grasso com a encarregat del restaurant.
- Teddy Coluca com a client del restaurant.
- Jason Ralph com a xicot d'Yvonne.
- Oliver Platt com a veu.[6]